# Kirche zu Scholen

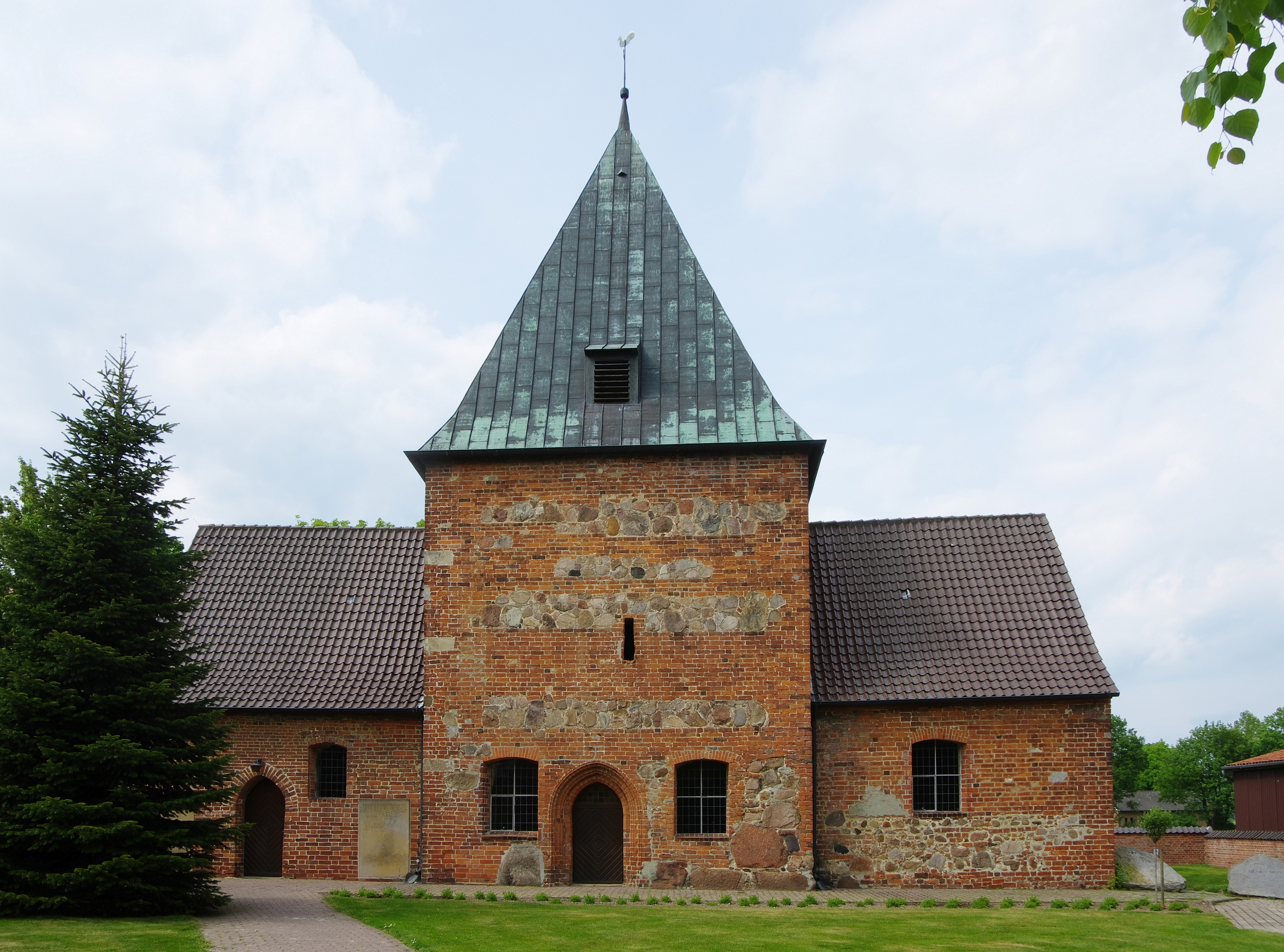
Südfassade der Kirche Scholen

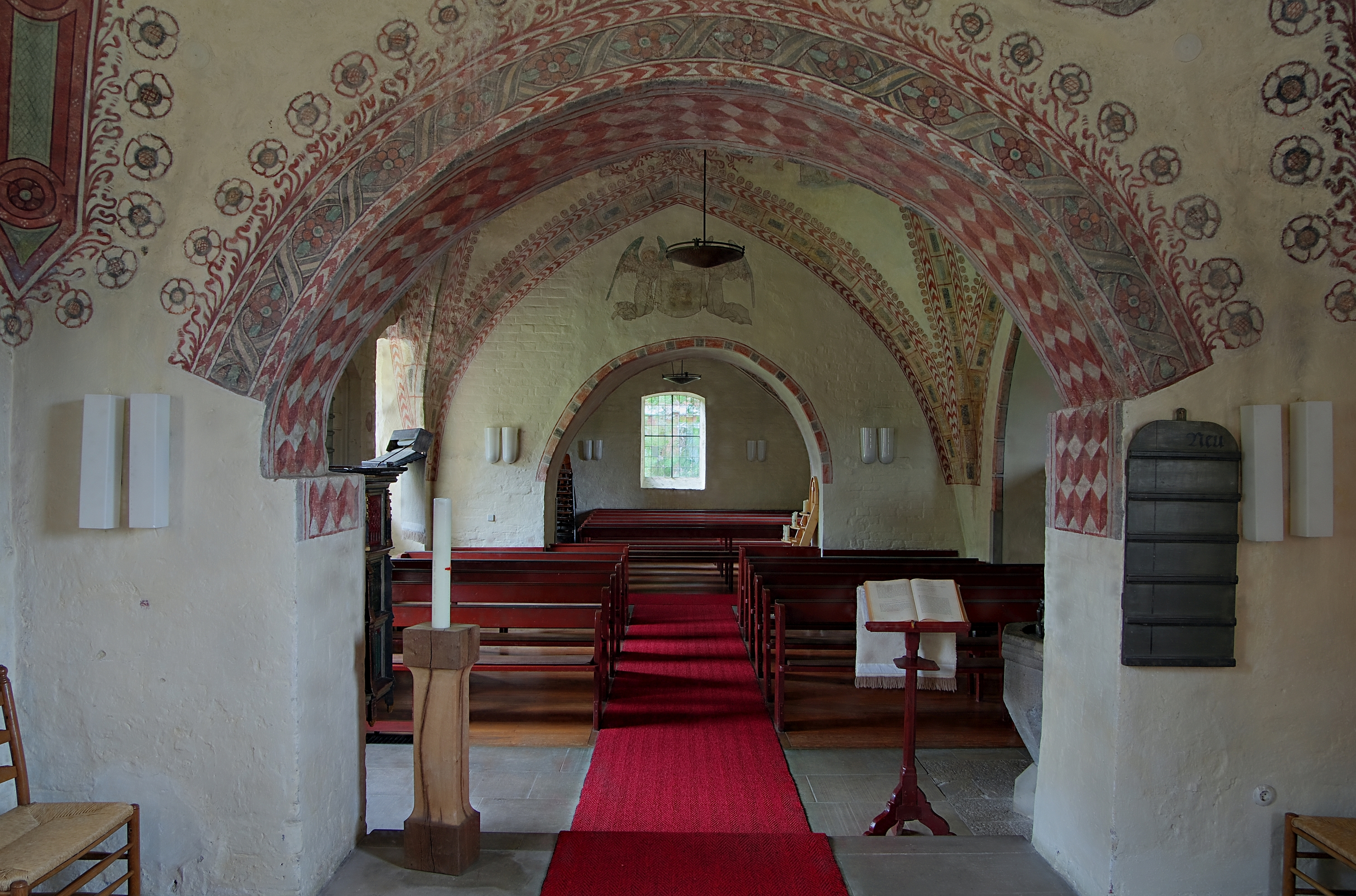
Innenansicht

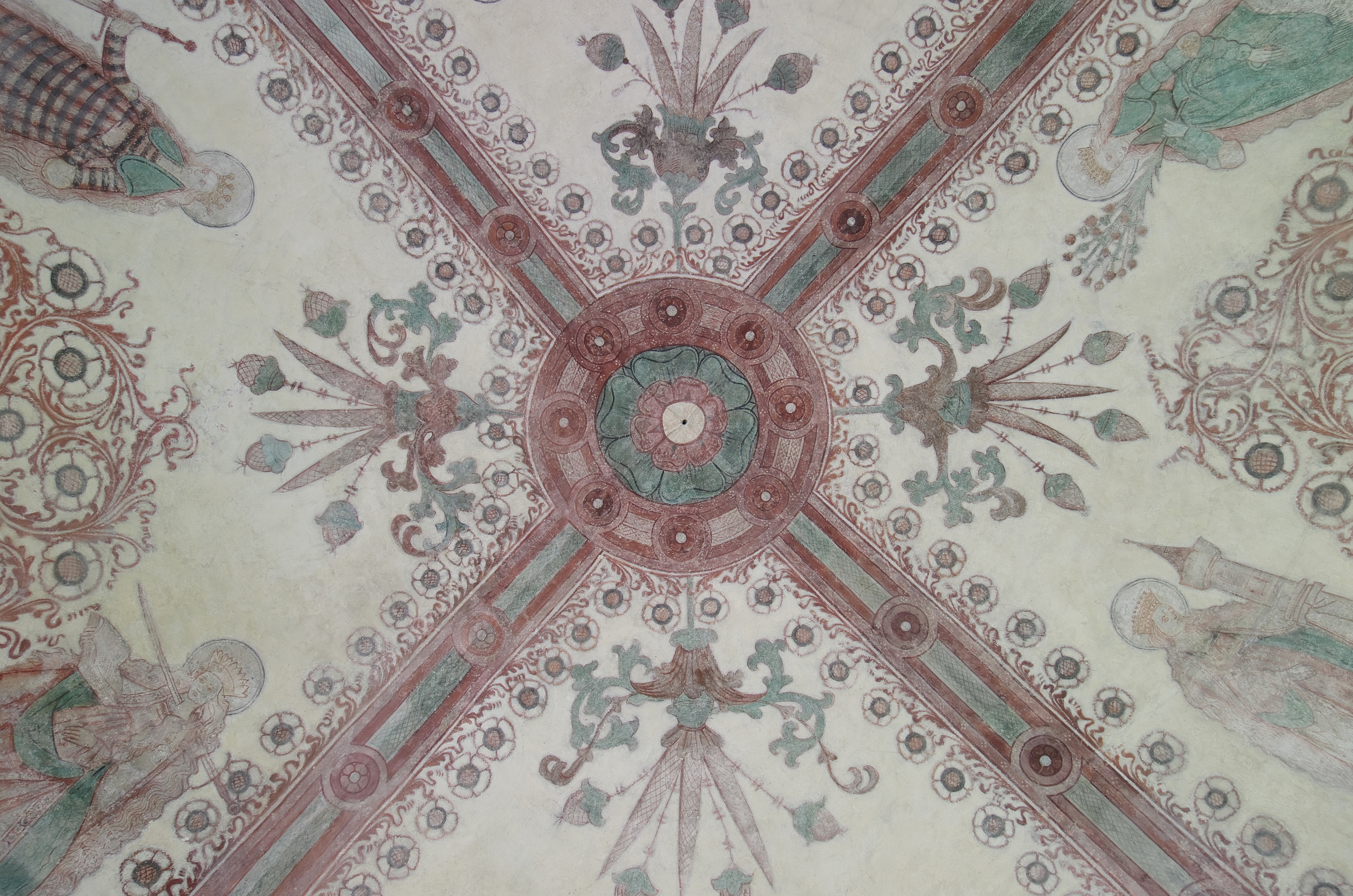
Deckenausmalung im Chor

Die Kirche zu Scholen ist eine evangelische Kirche in der niedersächsischen Gemeinde Scholen (Samtgemeinde Schwaförden, Landkreis Diepholz). Sie ist das Wahrzeichen der Gemeinde und erscheint auch in ihrem Wappen.

## Beschreibung
Bei der spätgotischen Saalkirche mit gerade geschlossenem Chor fällt besonders die ungewöhnliche Lage des breiten, mächtigen Turmes über dem mittleren der drei Joche auf. Das Chor- und das breitere Turmjoch aus der 2. Hälfte des 15. Jahrhunderts bestehen aus Feldsteinen und Ziegeln, das Westjoch aus Backsteinen stammt aus dem 16. Jahrhundert. Um 1900 wurde ein schmaler Erweiterungsbau an der Nordseite des Turmjoches errichtet, der die Orgel beherbergt.
In den Jahren 1913/14 und von 1952 bis 1956 wurde die Kirche renoviert. 1960/61 wurde eine Heizung eingebaut.

### Ausmalung
Die Kirche in Scholen zeichnet sich durch ihre nahezu vollständig erhaltene Malerei aus. Sie wurde im Jahr 1908 freigelegt und 1914 mit starken Ergänzungen wiederhergestellt. In den 1950er Jahren und 1985 erfolgten Restaurierungen. Die Malereien im Chor- und Turmjoch stammen aus der 2. Hälfte des 15. Jahrhunderts und die Malereien im Westjoch aus dem Anfang des 16. Jahrhunderts.
Das Gewölbe des Chorjochs ist den hl. Frauen gewidmet, als da sind von links nach rechts die Heiligen: Barbara mit dem Turm, Elisabeth von Thüringen mit Rosenstrauch und Korb, Maria als Himmelskönigin mit Kind, Margareta von Antiochien mit dem Kreuzstab, aber ohne Drachen, Katharina von Alexandrien mit Rad und Schwert, und Lucia von Syrakus mit durchbohrter Kehle. Neben dem Barock-Retabel mit Kreuz betende Engel. Alles gerahmt von vielen Blumen und Ranken.
An den Wänden des Chorjochs umstehen die Apostel quasi den Altar, und zwar links Matthäus oder Judas Thaddäus mit Kreuzfahne an einer Stange, Jakobus der Ältere mit Wanderstab und Philippus mit Kreuzstab, Jakobus der Jüngere mit Walkerstange, Simon Zelotes mit Säge und Petrus mit einem Schlüssel. Auf der rechten Seite steht Johannes der Evangelist mit einem Kelch, Andreas mit dem Andreas-Kreuz, Matthias mit Beil, Bartholomäus mit Messer, Thomas mit Winkelmaß und Paulus mit Schwert.
Im Turmjoch ist im östlichen Teil des Gewölbes das Jüngste Gericht mit Christus als Weltenrichter sitzend auf dem Regenbogen dargestellt, umgeben von Maria und Johannes dem Täufer als Fürbitter. Unter ihnen die Auferstehung der Toten, zu der Engel die Tuba blasen. Zur Linken des Weltenrichters erblickt man die Hölle mit Teufeln, die die Verdammten quälen, unter ihnen die Frau mit dem Butterfass. Eine Gruppe Verdammter wird mit einem Strick gefesselt von Teufeln in den Höllenrachen gezerrt. Zur Rechten des Weltenrichters sieht man das Himmlische Jerusalem als unbewehrte Stadt, in die die Seligen einziehen, nachdem der Seelenwäger St. Michael den Weg dahin freigemacht hat.
An den Wänden des Eingangs zum Chor ist links St. Georg dargestellt, wie er mit dem Drachen kämpft und so eine Prinzessin rettet. An der rechten Seite ist der Hl. Martin beim Teilen seines Mantels zu sehen. Direkt daneben findet man in einer Wandnische die Kreuzigung Jesu mit Maria und Johannes dem Evangelisten.
Über dem Rundbogen zum Westjoch ist das Schweißtuch der Veronika abgebildet. Ein im NT nicht erwähntes Ereignis am Kreuzweg Jesu, dessen Darstellung im Mittelalter sehr beliebt war, weil man an ihm einen Ablass gewinnen konnte.
Im Gewölbe des Westjochs sind in Kreisen der Sündenfall, die Vertreibung aus dem Paradies, die Verkündigung des Erzengels Gabriel an Maria, die Geburt Jesu, die Gefangennahme, die Dornenkrönung und die Kreuztragung Jesu sowie die Kreuzigung Christi mit Maria und Johannes dem Evangelisten. Außerdem sieht man vier Engel mit nicht mehr lesbaren Schriftbändern. Das später in die südliche Wand hineingebrochene Fenster wird von den Heiligen Christophorus und Sebastian umrahmt.